# 觉醒 (小说)
《觉醒》，原名《孤独的灵魂》（A Solitary Soul），是凯特·肖邦所著的小说，1899年出版。小说背景设在19世纪末的新奥尔良和南路易斯安那州沿岸地带，剧情以埃德娜·庞德烈为中心，记叙了她在19世纪末充满传统女性与母性价值观的社会环境下，努力应对自身反传统的挣扎。小说是第一部关注女性问题而不自高自傲的作品，被认为是早期女性主义的里程碑，并继续在当代读者与评论界中产生不同的反响。
融合了现实记叙、深度时评与心理描绘，《觉醒》成为了美国现代主义文学的先驱；小说为美国小说家威廉·福克納与欧内斯特·海明威的作品做了预表，并与当代作家伊迪丝·华顿、亨利·詹姆斯的作品交相辉映。《觉醒》可被视为现代流派的第一部南方作品，该流派在福克纳、弗兰纳里·奥康纳、尤多拉·韦尔蒂、凯瑟琳·安·波特、弗兰纳里·奥康纳等人的推动下达到了顶峰。

## 故事梗概
小说的开篇设在墨西哥湾格兰德艾尔的度假村里。度假村由勒布朗夫人和她的两个儿子罗伯特、维克多经营，庞德烈一家人前去度假。雷昂斯·庞德烈是路易斯安那克里奥商人，他和妻子艾德娜有两个儿子，艾蒂安和拉乌尔。在绝大多数时间里，艾德娜与她的好友阿黛尔·拉蒂诺尔待在一起。阿黛尔是个好热闹的人，整天嘻嘻哈哈的，她不断提示艾德娜要尽自己作为妻子和母亲的义务。在格兰德艾尔，艾德娜与罗伯特·勒布朗成为朋友，后者是个充满魅力、活力四射的青年，积极寻求艾德娜的注意与芳心。当俩人坠入爱河时，罗伯特预感到不详之兆，借口做生意，逃到了墨西哥。余下的叙述着重于艾德娜的感情冲突：是否坚守妇道、还是跟罗伯特私奔。
暑期度假结束后，庞德烈一家回到了新奥尔良。艾德娜开始重新审视自己的人生重点之所在，变得更加注重自身的享乐。她渐渐脱离了社交圈，放弃了一些传统母性应尽的职责。雷昂斯担心她精神异常，为她请了医生。医生告诉雷昂斯一切安好，让他顺其自然，问题不久就会自行解决。
当雷昂斯准备启程去纽约做生意时，他将孩子们留给艾德娜照看。艾德娜独自待在家里很长时间，这给了她足够的物理与精神空间去反思自己的人生。当丈夫不在家的这段时间里，艾德娜搬出了房子，住进了不远的小屋。她开始与阿塞尔·阿罗宾调情，后者以诱惑妇女而著称。艾德娜第一次在小说中显现出性欲的一面，但是这场关系被证明是笨拙、不祥的。
艾德娜前去拜访莱兹夫人，莱兹夫人是个具有天赋的钢琴家，在新奥尔良享誉盛名，但常常离群索居。在小说的起初，莱兹夫人的演出深深地打动了艾德娜。莱兹夫人代表了艾德娜一直想要过的生活：独立。她专注于自身和音乐，而不是社会期望，与阿黛尔·拉蒂诺尔形成对比，后者劝导艾德娜循规蹈矩。莱兹夫人和身处墨西哥的罗伯特有联系，并从他那里按时收信。艾德娜祈求阅读信件内容，当被满足时，内容证明了罗伯特一直在思念艾德娜。
最后，罗伯特回到了新奥尔良。一开始，罗伯特装出高高在上的样子（寻找借口回避艾德娜），但最终承认对她的挚爱。他承认自己去墨西哥出差不过是借口回避两人之间不可能的关系罢了。
艾德娜被叫去帮助难产的阿黛尔。阿黛尔央求艾德娜反思自己，考虑后果，回头是岸。当艾德娜回家时，她发现罗伯特的便条，告知他的永别。
绝望中，艾德娜冲到了她最初遇到罗伯特·勒布朗的地方——格兰德艾尔。小说的结尾是艾德娜浸入墨西哥湾涛涛不绝的海水中，随波而去。

## 主要人物
艾德娜·庞德烈 （Edna Pontellier） – 肯塔基人，受尊重的新教徒，住在路易斯安那州克里奥社会中。她背叛了社会的普遍期望，在自己作为妻子与目前的身份之外，发现了新的角色。
雷昂斯·庞德烈 （Léonce Pontellier） – 艾德娜的丈夫，商界成功人士，他对妻子低落的情绪毫无察觉。
莱茨夫人 （Mademoiselle Reisz） - 他的角色象征着从家庭中独立生活到老的艾德娜，虽然艾德娜不同意莱茨的观点，但仍然将她视为自己“觉醒”的启发人。
阿黛尔·拉蒂诺尔夫人 （Madame Adèle Ratignolle） – 艾德娜的朋友，她对丈夫和孩子献出了自己的一切，代表了十九世纪完美的女性。
阿尔塞·阿罗宾（Alcée Arobin） - 以诱惑已婚妇女而知名，在罗伯特不在时，与艾德娜有过短暂的关系，填补了她的空白。
罗伯特·勒布朗 （Robert Lebrun） –充满魅力的男子，在发现艾德娜与众不同的特点时与她相爱。罗伯特的调情助长了艾德娜的“觉醒”，艾德娜从罗伯特身上看到了自己婚姻中所缺失的成分。

## 风格
凯特·肖邦在《觉醒》中的叙述风格可被归为自然主义。小说袭承了莫泊桑的写作风格：关注人类行为与复杂的社会结构。这既体现了肖邦对这位法国作家的崇敬，也体现了莫泊桑对十九世纪现实主义文学的巨大影响。
然而，可以更准确地说，肖邦的行文风格是一种混合物：它包含了当时流行的叙述方法，又借鉴了南方与欧洲的文学趋势。
肖邦文体所采用的现实主义在十九世纪占据了重要地位，常对上流社会的虚张声势进行幽默的讽刺，让人追忆起同时代的作家，如奥斯卡·王尔德、亨利·詹姆斯、伊迪丝·华顿、萧伯纳。
从《觉醒》中可以看出小说开创了独立的南方文学流派，这不单单是在环境与主题上，也是在叙述风格上独树一帜。肖邦对她笔下人物在情感上的改变进行了抒情描述，这种记叙方式在日后被福克纳应用于自己的小说中，如《押沙龍，押沙龍！》、《喧嘩與騷動》。肖邦描述了她的克里奥经历，克里奥妇女在生活中受到繁文缛节的约束，只有妻子、母亲两种社会角色可选。这些都使得她的小说富有”地方色彩“——克里奥文化。在此之前，肖邦在她的短篇故事与第一部小说《咎》中采用了这种写作风格，并且也探讨了一些克里奥文化与生活方式。由于肖邦的人物多为法裔，带有异域风情，所以读者对于艾德娜·庞德烈，这一白人新教徒的离经叛道不会表示出太大的震惊，小说也因此得以顺利出版。
小说的剧情影响了尤多拉·韦尔蒂、弗兰纳里·奥康纳的写作、以及威廉·英奇的编剧，而艾德娜·庞德烈的情感危机和她最终的悲惨结局为田纳西·威廉斯笔下的女性人物做了预表。肖邦自己的人生，特别是在男人与孩子们之外对自我身份的认知，为创作《觉醒》提供了灵感。肖邦在她守寡的母亲、祖母以及曾祖母的照看下长大，而后三者都是独立、聪慧的妇女，这种成长经历塑造了她的价值观。在她父亲于万圣节时去世，他的兄长于狂欢节因伤寒离开时，肖邦对宗教产生了怀疑，她笔下的艾德娜则感到教堂“沉闷”。肖邦成为了一名寡妇，需要照看六个孩子，她在此时提笔写作，而这一切对她的写作也产生了不小的影响。然而，艾米丽·托特反对这种观点，认为在小说发表后，肖邦在圣路易斯受到了排挤，称在圣路易斯有许多女性褒奖她，许多男性谴责她。
肖邦的写作风格为弗吉尼亚·伍尔夫等作家的抒情与实验文体，以及西格丽德·温塞特和多丽丝·莱辛对女性智力与情感增长不懂感情的描述作了预表。肖邦在文体风格上最大的贡献是超然的叙述态度。

## 出版及评论
小说在1899年一经出版就受到争议。虽然从技术上讲小说从来没有被查禁，但却一直受到审查。肖邦的小说被认为在道德上堕落败坏，这不单单是因为小说直观地描述了女性对性的渴望，而且书中的女主角离经叛道，破坏了传统女性的社会角色。公众对小说的反响与对亨利克·易卜生的戏剧《玩偶之家》(1879)反响一样，充满了抗议与批评。两者在主题与选材上几乎一模一样：都记叙了一个女主人翁为了追求自我实现，离开了丈夫，抛弃了孩子的故事。
然而，对小说的外在评价从齐声谴责逐渐转变为认可接收。在凯特·肖邦的故乡密苏里圣路易斯，两份报纸给出了不同的评价。《圣路易斯共和报》为小说贴标签，称它为“有毒的”，“给道德婴儿灌烈酒”。 而《圣路易斯明镜报》则称“出于纯粹的软弱，人不得不向神灵求助，宁可一死了之，也不愿意看到丑陋、残忍、可恶的情欲怪兽像只老虎那样慢慢地醒来。这就是读者在读到肖邦夫人的女主角时所感受到的觉醒。”在同年晚些时候，《圣路易斯邮报》赞扬小说“使得一位圣路易斯女士在文学界崭露头角。”由于肖邦是圣路易斯第一位女性职业作家，她受到了特别关注。
一些评论则讥讽肖邦的选材，并对此表示遗憾：“一位文风优雅、富有诗意的作家没必要去写早已泛滥成灾的色情小说。”（《芝加哥时报先驱》）另一些则感到扫兴；《国家杂志》称“回想起作者那些受欢迎的短篇故事”，小说的开篇让人充满了期待，但结尾令人“十分失望”，暗示了公众对选材的不满：“没必要因为阅读她而煞了我们的风景。”《国家杂志》认为肖邦是“又一个聪明反被聪明误”的作者。
还有一些评论干脆刻薄到底，如《公众舆论》所言，“当庞德烈夫人故意在海湾游向死亡时，我们感到很欣慰。”
肖邦并没有收到不合格的负面评价。《戴尔》杂志(The Dial)称《觉醒》是“灵魂的有毒悲剧”，并附上警告称小说“的倾向并不健康。”类似地，《会众》称肖邦的小说“是绝佳的习作”，但得出结论“我们无法推荐它。”薇拉·凯瑟在《匹茨堡领袖》将《觉醒》与古斯塔夫·福樓拜的《包法利夫人》做了对比，两者都是富有争议，反应了都市生活的无聊与淫乱——虽然相对于同时代人来说，凯瑟对女主角并没有留下什么印象。凯瑟称“希望肖邦女士能把她写得更灵活，更别样一些，或朝向个更好的目的。”

## 遗产与历史背景
肖邦在《觉醒》后没有继续写小说，并在出版其它作品时出现困难。艾米丽·托特(Emily Toth)认为这是因为肖邦“走得太远了：艾德娜的情感对于男性看守来说难以承受。”肖邦的下一部小说被迫取消，健康问题、家务矛盾搅扰着她。五年后她去世时，她已经被人遗忘。挪威学者皮尔·塞耶斯逖德(Per Seyersted)在二十世纪60年代重新发现了肖邦，使得《觉醒》成为今日的女性主义作品。在十九世纪90年代，当肖邦创作这部作品时，一系列社会变革与冲突将“妇女问题”抬到公众面前，这些讨论影响了肖邦的作品。在当时的小说背景原址路易斯安那州，妇女是她们丈夫的合法财产；作为以天主教为主的地区，离婚率是十分低的，妇女被期望对她们的丈夫忠诚顺服。这也解释了在1899年对《觉醒》的一些反应。
琳达·瓦格纳-马丁(Linda Wagner-Martin)写道：“有时被认为‘欧洲’(至少是‘法国’)而不是美国风格，这些谴责正是小说绝妙、富有先见之明的地方。肖邦的《觉醒》与其它十九世纪及二十世纪早期的一些小说因明目张胆的不道德，包括淫乱，而受到审查。这些辩词可以在当时的新闻报纸上找到。不管怎样，马戈·卡利坚持凯特·肖邦不是当时唯一挑战性别意识形态的的女性；是写作让她出了风头。
在十九世纪时，读者的印象是一位妇女离弃了丈夫、抛弃了孩子。这也反应了妇女当时严格的责任，而一个反叛社会期望的角色让读者感到震惊。当时的一本《礼仪/建议》书称：“如果她真是一位富有母性的人，与孩子们在一块儿会是她的首要选择。

## 脚注
1. ↑  Chopin, Kate. The Awakening. New York, NY: Bantam Classic, 1981.
2. 1 2 3 4  Kate Chopin, The Awakening: An authoritative text Biographical and historical contexts criticism, ed. By Margo Culley, (University of Massachusetts at Amherst, 1994),pp. 113-119
3. 1 2  Benjamin, Franklin. Colonial literature, 1607-1776. New York: Infobase Publishing, 2010: 88. ISBN 0-8160-7861-0
4. 1 2  Emily Toth, Emily Toth Thanks Kate Chopin, The Women's Review of Books , Vol. 16, No. 10/11 (Jul., 1999), p. 34, Published by: Old City Publishing, Inc., Article Stable URL: http://www.jstor.org/stable/4023250 （页面存档备份，存于）
5. ↑  Review from "recent novels" reprinted from The Nation 69 (3 august 1899) In Critical essays on Kate Chopin, ed. By Alice Hall Petry, (New York, 1996)
6. ↑  Review from ‘Book Reviews’ reprinted from Public Opinion 26 (22 June 1899) 794. In Critical essays on Kate Chopin, ed. By Alice Hall Petry, (New York, 1996)
7. ↑  Linda Wagner-Martin, The Forbidden Scandalous and Banned Novels, http://www.pbs.org/wnet/americannovel/ideas/forbidden_article.html （页面存档备份，存于）, accessed March 26, 2013.